# Hangköz
A hangköz két zenei hang távolsága, hangmagasságuk egymáshoz való viszonya, amelyet a két hang frekvencia-aránya fejez ki. A frekvencia-arány mellett/helyett a hangközöket szokás még az arány logaritmusából kialakított lineáris távolsági skálán értékelni, ezen alapul a hangköz-távolságok cent mértékegysége, amelyek mérésére Alexander John Ellis centszámlálását alkalmazzák, amely minden egyenletesen temperált félhangot 100 egyenlő részre bont.
A hangköztávolságok elnevezései és pontos értékei szoros összefüggésben állnak a megválasztott hangolással, tárgyalásuk ezért egy általános módszertani (rendszertani) bevezető után szükségképpen történeti kifejtést igényel.

## Egész hangok és félhangok
Módszertani szempontból szokás a hangközöket egész hangokból és félhangokból felépíteni, bár pontosabb lenne az egész hangköz és fél hangköz elnevezést használni.
Tiszta hangolás esetén megkülönböztetünk nagy és kis egész, illetve félhangot, amelyek frekvencia-aránya a következőképpen alakul:
- nagy egész hang = 9 : 8
- kis egész hang = 10 : 9
- nagy félhang = 16 : 15
- kis félhang = 25 : 24

Kiegyenlített hangolás esetén egy félhang értéke 100 cent, és két félhang ér egy egész hangot.
- Félhang felfelé  c-desz
- Félhang lefelé  c-h

## A kromatikus hangsor hangközei
A kromatikus hangskálán egy hangköz alapelnevezését a felső hangnak az alsóhoz viszonyított fokszáma adja, amelyet a hangközt felépítő egész és félhangok száma szerint minősítünk a tiszta, illetőleg a kis vagy nagy jelzővel. A tiszta és nagy hangközök módosítójelekkel történő megnövelése révén bővített hangközökhöz, a tiszta és kis hangközök módosítójelekkel történő csökkentése révén szűkített hangközökhöz jutunk. A hangközök nevezéktanát szemléltető alábbi táblázat az egyes hangközök által tartalmazott egész és félhangok számát mutatja (a hangköz-módosítást ±½ jelzi):
| Fokszám | Hangköznév | Hangköz minősítése | Hangköz minősítése | Hangköz minősítése | Hangköz minősítése | Hangköz minősítése |
| ------- | ---------- | ------------------ | ------------------ | ------------------ | ------------------ | ------------------ |
| Fokszám | Hangköznév | szűkített          | kis                | tiszta             | nagy               | bővített           |
| 1       | prím       |                    |                    | 0                  |                    | ½                  |
| 2       | szekund    | 1/2 − ½            | 1/2                |                    | 1                  | 1 + ½              |
| 3       | terc       | 1 + 1/2 − ½        | 1 + 1/2            |                    | 2                  | 2 + ½              |
| 4       | kvart      | 2 + 1/2 − ½        |                    | 2 + 1/2            |                    | 2 + 1/2 + ½        |
| 5       | kvint      | 3 + 1/2 − ½        |                    | 3 + 1/2            |                    | 3 + 1/2 + ½        |
| 6       | szext      | 3 + 2/2 − ½        | 3 + 2/2            |                    | 4 + 1/2            | 4 + 1/2 + ½        |
| 7       | szeptim    | 4 + 2/2 − ½        | 4 + 2/2            |                    | 5 + 1/2            | 5 + 1/2 + ½        |
| 8       | oktáv      | 5 + 2/2 − ½        |                    | 5 + 2/2            |                    | 5 + 2/2 + ½        |
| 9       | nóna       | 5 + 3/2 − ½        | 5 + 3/2            |                    | 6 + 2/2            | 6 + 2/2 + ½        |
| 10      | decima     | 6 + 3/2 − ½        | 6 + 3/2            |                    | 7 + 2/2            | 7 + 2/2 + ½        |
| 11      | undecima   | 7 + 3/2 − ½        |                    | 7 + 3/2            |                    | 7 + 3/2 + ½        |
| 12      | duodecima  | 8 + 3/2 − ½        |                    | 8 + 3/2            |                    | 8 + 3/2 + ½        |

### Egyszerűsített változat
Ha olyan hangskálát használunk, amely az oktávot 12 félhangra osztja, két szomszédos hang aránya mindig ugyanannyi ({\displaystyle {\sqrt[{12}]{2}}}), és a hangok távolságát egységesen félhangban fejezzük ki, akkor a táblázat az alábbi formára egyszerűsíthető (csak az első nyolc sor):
| Fokszám | Hangköznév | Hangköz minősítése | Hangköz minősítése | Hangköz minősítése | Hangköz minősítése | Hangköz minősítése |
| ------- | ---------- | ------------------ | ------------------ | ------------------ | ------------------ | ------------------ |
| Fokszám | Hangköznév | szűkített          | kis                | tiszta             | nagy               | bővített           |
| 1       | prím       |                    |                    | 0                  |                    | 1                  |
| 2       | szekund    | 0                  | 1                  |                    | 2                  | 3                  |
| 3       | terc       | 2                  | 3                  |                    | 4                  | 5                  |
| 4       | kvart      | 4                  |                    | 5                  |                    | 6                  |
| 5       | kvint      | 6                  |                    | 7                  |                    | 8                  |
| 6       | szext      | 7                  | 8                  |                    | 9                  | 10                 |
| 7       | szeptim    | 9                  | 10                 |                    | 11                 | 12                 |
| 8       | oktáv      | 11                 |                    | 12                 |                    | 13                 |

Megjegyzés: A hat félhangnyi távolság bővített kvart vagy szűkített kvint, neve tritónusz.

## Hangközfordítás
Hangközfordításnak nevezzük azt a műveletet, melynek során a hangköz alsó hangját egy oktávval feljebb, vagy a felsőt egy oktávval lejjebb helyezzük. A műveletből adódik, hogy egy hangköz és a megfordítása pontosan egy oktávra egészítik ki egymást.
A hangközfordítás során prímből oktáv, szekundból szeptim, tercből szext, kvartból kvint lesz, és viszont. Tiszta hangköznek a megfordítása is tiszta, míg kis hangközből nagy hangköz, szűkítettből pedig bővített lesz, és fordítva.

## Nevezetes hangközök
A zeneelmélet és a zenetörténet által számon tartott, közismertebb hangközök frekvencia-aránya a következő:
| Hangköznév | Frekvenciák aránya                                       | Frekvenciák aránya tizedestörtben | Frekvenciák aránya centben | Példa        |
| --- | -------------------------------------------------------- | --------------------------------- | -------------------------- | ------------ |
| tiszta oktáv | 2 : 1                                                    | 2                                 | 1200                       | a - a’       |
| tiszta kvint | 3 : 2                                                    | 1,5                               | 701,955                    | a - e’       |
| tiszta kvart | 4 : 3                                                    | 1,333...                          | 498,045                    | e’ - a’      |
| nagy terc | 5 : 4                                                    | 1,25                              | 386,314                    | a’ - c#’’    |
| kis terc, a tiszta kvint és a nagy terc aránya                                                                   | 6 : 5 (3/2) : (5/4) = 6 : 5                              | 1,2                               | 315,641                    | c#’’ - e’’   |
| nagy egész hangköz (szekund), a tiszta kvint és a tiszta kvart aránya                                            | 9 : 8 (3/2) : (4/3) = 9 : 8                              | 1,125                             | 203,910                    | a’’’ - h’’’  |
| kis egész hangköz (szekund), a nagy terc és a nagy egész hangköz aránya avagy a kétféle fél hangköz együtt       | 10 : 9 (5/4) : (9/8) = 10 : 9 (16/15) * (25/24) = 10 : 9 | 1,111...                          | 182,404                    | h’’ - c#’’’  |
| nagy fél hangköz (szekund), a tiszta kvart és a nagy terc aránya                                                 | (4/3) : (5/4) = = 16 : 15                                | 1,0666...                         | 111,731                    | g#’’’ - a’’’ |
| kis fél hangköz (szekund), a nagy terc és a kis terc aránya                                                      | (5/4) : (6/5) = = 25 : 24                                | 1,041666...                       | 70,672                     | e’’’ - f’’’  |
| püthagoraszi terc (4 tiszta kvint : 2 oktáv)                                                                     | (3/2)4 : 22 = = 34 : 26 = 81 : 64                        | 1,265625                          | 407,820                    | a’’ - c#’’   |
| didümoszi vagy szintonikus komma: a püthagoraszi terc és a nagy terc aránya, avagy a kétféle nagy szekund aránya | (81/64) : (5/4) = 81 : 80 (9/8) : (10/9) = 81 : 80       | 1,0125                            | 21,506                     | c#’’ - c#’’  |
| limma, a kétféle kis szekund aránya                                                                              | (16/15) : (25/24) = = 128 : 125                          | 1,024                             | 41,059                     |              |
| tritónusz 1 | (9/8) * (9/8) * (16/15) * (25/24) = = 45 : 32            | 1,40625                           | 590,224                    | h - f        |
| püthagoraszi farkaskvint (7 oktáv : 11 tiszta kvint)                                                             | 27 : (3/2)11 = = 218 : 311                               | ≈ 1,479811                        | 678,495                    |              |
| püthagoraszi komma: a kvintkör hibája2 (12 tiszta kvint : 7 oktáv)                                               | (3/2)12 : 27 = = 312 : 219 = 531441 : 524288             | 1,0136432647705078125             | 23,460                     |              |
| diaschisma | 2048 : 2025                                              | ≈ 1,011358                        | 19,553                     |              |

Megjegyzés: A példák többségében a kis a hangot és annak felhangjait használtuk, de a hangközök természetesen egész számú oktávval eltolva változatlanok maradnak.
1 A táblázatban a h - f tritónusz (két nagy egész hangköz, egy nagy fél hangköz és egy kis fél hangköz összege) szerepel, de sok más összetétel is elképzelhető, melyek a 600 centes ({\displaystyle {\sqrt {2}}} ≈ 1,4142) arányt közelítik, pl.:
- 7 : 5 = 1,4
- 10 : 7 = 1,428571...
- 25 : 18 = 1,555...
- 64 : 45 = 1,422...

stb.
2 Püthagoraszi farkaskvint + püthagoraszi komma = tiszta kvint.